# Молли Мэлоун
Виолет Элизабет Мэлоун (англ. Violet Elizabeth Malone), известная под сценическим псевдонимом Молли Мэлоун (англ. Molly Malone), 7 декабря 1888, Висконсин — 14 февраля 1952, Лос-Анджелес) — американская актриса эпохи немого кино. Она появилась в 86 фильмах между 1916 и 1929 годами.

## Биография
Её отец, Льюис Мэлоун, был металлургом в горнохимической компании. Её мать Виолет Сент-Джон, родилась в Небраске в семье иммигрантов из Англии.
Она начала свою кинокарьеру в относительно позднем возрасте, 29 лет, но вскоре была замечена комедийным актёром и режиссёром Роско Арбаклом, который снял её в ряде короткометражек включая «За кулисами» и «Гараж», а также в своём художественном фильме «Итог новостей». Она также появилась в фильмах режиссёра Джона Форда и Кларенс Бадгер.

## Избранная фильмография
- 1916 — Кровавая гора / Mountain Blood
- 1917 — Против Бродвея / Bucking Broadway
- 1917 — Прямая стрельба / Straight Shooting
- 1917 — Душа Гердера / The Soul Herder
- 1917 — Спасение / The Rescue
- 1918 — Приманка в цирке / Lure of the Circus
- 1918 — Глупые женщины / A Woman’s Fool
- 1918 — Алая капля / The Scarlet Drop
- 1918 — Золото воров / Thieves 'Gold
- 1918 — Дикие женщины / Wild Women — принцесса
- 1918 — Призрачные всадники / The Phantom Riders
- 1919 — Деревенщина / The Hayseed
- 1919 — За кулисами / Back Stage
- 1919 — Герой пустыни / A Desert Hero
- 1919 — Банковский служащий / The Bank Clerk
- 1920 — Сводка новостей / The Round-Up
- 1920 — Гараж / The Garage — дочь владельца автогаража
- 1921 — Уверенный огонь / Sure Fire
- 1921 — Алая отвага / Red Courage
- 1921 — Сделано на небесах / Made in Heaven
- 1922 — Не отпускай меня / Never Let Go
- 1923 — Маленький Джонни Джонс / Little Johnny Jones
- 1924 — Лейкопластырь / Court Plaster
- 1926 — Бандит Бастер / The Bandit Buster
- 1927 — Золотой жеребец / The Golden Stallion
- 1929 — Паразиты невест / The Newlyweds 'Pests